# João Pessoa (microregio)
João Pessoa is een van de 23 microregio's van de Braziliaanse deelstaat Paraíba. Zij ligt in de mesoregio Mata Paraibana en grenst aan de microregio's Litoral Norte, Sapé en Litoral Sul. De microregio heeft een oppervlakte van ca. 1.262 km². In 2007 werd het inwoneraantal geschat op 970.703.
Zes gemeenten behoren tot deze microregio:
- Bayeux
- Cabedelo
- Conde
- João Pessoa
- Lucena
- Santa Rita

Mesoregio's: Agreste Paraibano · Borborema · Mata Paraibana · Sertão Paraibano

Microregio's: Brejo Paraibano · Cajazeiras · Campina Grande · Cariri Ocidental · Cariri Oriental · Catolé do Rocha · Curimataú Ocidental · Curimataú Oriental · Esperança · Guarabira · Itabaiana · Itaporanga · João Pessoa · Litoral Norte · Litoral Sul · Patos · Piancó · Sapé · Seridó Ocidental · Seridó Oriental · Serra do Teixeira · Sousa · Umbuzeiro